# 天梭菊石
天梭菊石（學名：Tissotia）是生存在晚白堊紀海洋中的一屬菊石。其化石被發現於秘魯、奈及利亞、喀麥隆和法國等地。

## 特徵
天梭菊石的殼口形狀特殊，近似於正三角形。其殼體的直徑可達20釐米，外觀和巴斯克菊石頗為相似。本屬雖為白堊紀晚期的菊石，但其縫合線卻簡化到和三疊紀時期的齒菊石類相近。

## 物種[1]
- Tissotia fourneli  Bayle, 1849
- Tissotia halli  Knechtel, 1947
- Tissotia hedbergi  Benavides-Caceres, 1956
- Tissotia steinmanni  Lissón, 1908

## 外部連結
- Paleomania （页面存档备份，存于）